# Атанас Бояджиев (политик)
Вижте пояснителната страница за други личности с името Атанас Бояджиев.
Атанас Кунев Бояджиев е български политик от Националлибералната партия, министър на народното просвещение през 1933 – 1934 година.

## Биография
Атанас Бояджиев е роден на 20 август 1874 година в село Ъглен, Луковитско. Той е по-голям брат на писателя Трифон Кунев. През 1904 г. завършва Школа за запасни офицери. По време на Балканската война е повишен в чин поручик. По време на Първата световна война е мобилизиран отново в 11 резервен полк и повишен в капитан. През 1920 г. се уволнява от армията. Първоначално завършва педагогическото училище в Казанлък, а след това и право в Женева и Брюксел. След връщането си в България е следовател, съдия и адвокат в Севлиево и Враца.
През 1924 година Бояджиев става член на Постоянното присъствие на Националлибералната партия. През 1931 година е избран за народен представител от коалицията Народен блок и в периода 1933 – 1934 година е министър на народното просвещение в третия кабинет на Никола Мушанов.
Александър Бояджиев умира на 1 август 1935 година в София.